# Wincanton

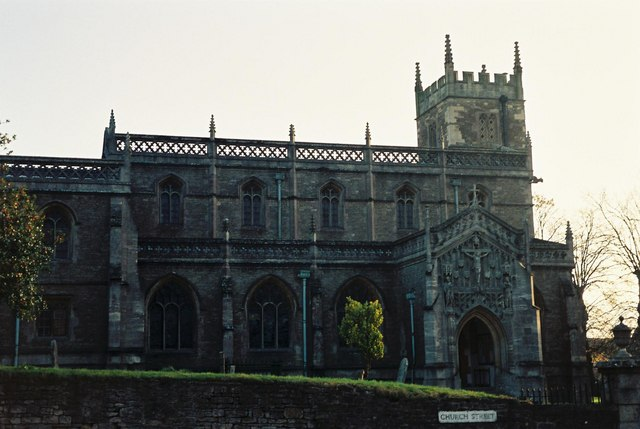
L'église de Wincanton.

Wincanton est une ville du Somerset, en Angleterre. Au moment du recensement de 2011, elle comptait 5 272 habitants.

## Jumelages
- Gennes et Les Rosiers-sur-Loire (France) depuis 1975
- Lahnau (Allemagne) depuis 1991

Depuis 2002, Wincanton est également jumelée avec la ville de fiction d'Ankh-Morpork, créée par Terry Pratchett dans Les Annales du Disque-monde.